# Aristotle med buste af Homer (maleri)
Aristoteles med en buste af Homer (nederlandsk: Aristoteles bij de buste van Homerus), også kendt som Aristoteles overvejer en buste af Homer, er et oliemaleri af Rembrandt, der forestiller Aristoteles iført en guldkæde, og iagttager en buste af Homer. Billedet blev malet efter kommission fra Don Antonio Ruffos, til hans peresonlige samling. Igennem tiden har det tilhørt flere samlere, indtil det blev købt afMetropolitan Museum of Art i 1961.

## Baggrund

### Oprindelse
Aristoteles med Buste af Homer blev malet i 1653, på bestilling fra en siciliansk adelsmand ved navn Don Antonio Ruffo. Bestillingen indeholdt ingen krav om motivet af maleriet. Don Antonio planlagde at bestille ledsagende stykker til maleriet fra den italienske maler Guercino.  Guercino besluttede, at en kosmograf var den perfekte ledsager, da Rembrandt repræsenterede studiet af menneskeheden, mens kosmografen repræsenterede studiet af himlen.  Guercinos stykke forsvandt dog uden nogen åbenbar grund. Ifølge Charles Mee syntes Don Antonio eventuelt ikke, at det var godt nok. Rembrandt skabte senere Homer, der dikterer hans vers, og et tabt maleri af Alexander den Store til Ruffo, begge ti år efter at have afsluttet Aristoteles med en buste af Homer.

### Efterfølgende ejere
I 1815 blev maleriet sendt til Sir Abraham Hume, som udlånte det til en udstilling på den Britiske Institution i London. Da Hume døde, solgte hans efterkommere den til Rodolphe Kann i Paris. Kann var i forvejen i besiddelse af en enorm samling af bemærkelsesværdige aktiver, og efter hans død blev Rembrandts maleri sendt til andre amerikanske samlere.

### Købt af Metropolitan Museum of Art
Maleriet blev solgt til Metropolitan Museum of Art  i New York City, USA i 1961 for 2,3 millioner dollars. På det tidspunkt var dette det højeste beløb, der nogensinde er betalt for et billede ved offentligt eller privat salg.  Dette inspirerede den amerikanske kunstner Otis Kaye til at kritisere salget (og i forlængelse heraf pengenes magt i kunsten) med sit eget maleri Heart of the Matter, som bliver udstillet på Art Institute of Chicago.  Under renoveringen af Rembrandt-fløjen af Metropolitan Museum blev maleriet i november 2013 omdøbt til Aristoteles med en buste af Homer .